# Pöttsching
Pöttsching (em húngaro: Pecsenyéd, em croata: Pečva) é um município da Áustria localizado no distrito de Mattersburg, no estado de Burgenland.